# УВО (рота ТрО)
Рота «УВО» — формування військ територіальної оборони України у місті Києві, пізніше ОБСП ЗСУ. Організована 24 лютого 2022 у складі 112-ї окремої бригади територіальної оборони, з літа 2022 увійшла до ЗСУ у склад Окремої президентської бригади ім. Б. Хмельницького. З кінця 2024 підрозділ виведено зі складу ОПБр, та переформатовано у роту Безпілотних авіаційних комплексів у Окремому полку безпілотних авіаційних систем. [джерело?]

## Історія
Історія добровольчого підрозділу «УВО» розпочалася 23 січня 2022 року. Засновники колишні добровольці батальйону ОУН Євген Чепелянський, Борис Гуменюк, а також голова ОУН Богдан Червак. З 24 січня 2022 року відбулось залучення добровольців та розпочалися бойові вишколи на Лісовому масиві в Києві.
Названа на честь співзасновниці ОУН — Української Військової Організації, створеної у 1922 році Євгеном Коновальцем для збройної боротьби з усіма окупантами. Крім того, вже у незалежній Україні «УВО» діяла як громадська організація, що ідеологічно споріднена з ОУН.
З початком широкомасштабного вторгнення Росії 24 лютого 2022 року були сформовані бойові підрозділи «УВО», які очолив Євген Чепелянський, колишній матрос на флагмані ВМС України «Гетьман Сагайдачний» та боєць батальйонів ОУН та «Айдар».
Бійці «УВО» брали участь у зачистках околиць Києва від російських окупантів, здійснювали укріплення оборони столиці, чергування на блок-постах, виконували певні доручення командування ЗСУ в різних напрямках, проводили аеророзвідку та антидиверсійну роботу.
18 березня 2022 року підрозділи «УВО» отримали статус роти в складі 112-тої окремої бригади територіальної оборони.
З квітня 2022 рота «УВО» двома підрозділами входить до складу «23 батальйону спеціального призначення», «1 президентського полку, ім. Б. Хмельницького ЗСУ».
З листопада 2022 бере участь у бойових діях у Донецькій області, добре зарекомендувала себе на Бахмутському напрямку в районі сіл Озарянівка, Кліщіївка, Курдюмівка та міста Бахмут, на жаль, має поранених та полеглих. 23-й рік - підрозділ воює на Бахмутському та Сіверському напрямках.
З кінця 2024 підрозділ входить до складу Окремого полку безпілотних авіаційних систем та формується в якості роти БпАК.[джерело?]
Станом на 2024 рота УВО продовжує воювати на Донбасі.

## Відомі бійці
- Гуменюк Борис — український поет, прозаїк, військовик.
- Джердж Сергій — український громадський діяч, політик, науковець.
- Лінартович Дмитро — український актор театру, кіно та дубляжу.
- Пантюк Сергій — український письменник, перекладач, редактор, журналіст, громадський діяч і видавець.
- Живосил Лютий — український бандурист, народознавець, рок-музикант, композитор, автор близько 400 музичних творів.

### Загиблі
- Єжов Володимир — український геймдизайнер і кіберспортсмен. Працював геймдизайнером у компанії GSC Game World. Один із розробників ігор S.T.A.L.K.E.R. та Козаки. Загинув 22 грудня на Бахмутському напрямку.
- Рибальченко Олег — український журналіст, громадський діяч та військовик. Загинув 21 грудня 2022 року на Бахмутському напрямку.
- Сергій Батяшов — український громадський діяч, військовик. Нагороджений відзнакою «Народний Герой України». Загинув 18 грудня 2022 року на Бахмутському напрямку[2].